# Mental Notes (álbum de Bad Manners)
Mental Notes es el quinto álbum de estudio de la banda de 2 Tone y ska británica Bad Manners, lanzado en 1985 (véase 1985 en música).

## Listado de pistas
Todas las canciones, a menos que se indique lo contrario, son de Bad Manners.
1. "What the Papers Say" – 2:54
2. "Blue Summer" – 3:42
3. "Body Talk" – 3:41
4. "Tossin' in My Sleep" – 3:50
5. "Tie Me Up" (Ney Smith) – 2:00
6. "Bang the Drum All Day" (Todd Rundgren) – 3:18
7. "Destination Unknown" 3:15
8. "Mountain of Love" – 3:28
9. "Work" – 3:19
10. "Saturday Night" – 2:46

## Personal
- Buster Bloodvessel - Voz principal y producción
- Louis Alphonso - Guitarra
- Martin Stewart - Teclados
- Stevie Smith - Armónica
- Chris Kane - saxofón tenor
- Paul Hyman - Trompeta
- Andy Marsden- Saxofón alto
- David Farren - Bajo
- Brian Tuitt - Batería
- Jimmy Scott - percusión